# Masbate (eiland)

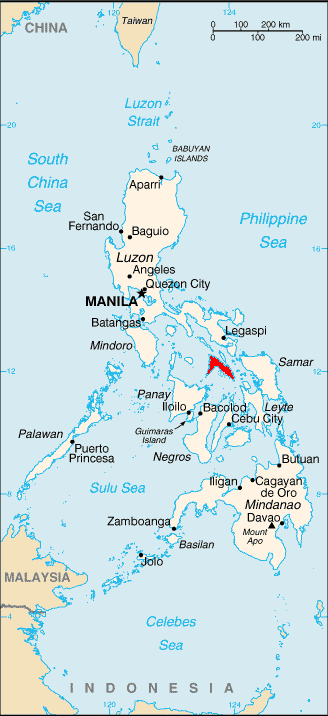
Locatie van Masbate

Masbate is een eiland in de gelijknamige provincie van de Filipijnen. Het ligt ten zuiden van het Bicolschiereiland dat deel uitmaakt van het eiland Luzon.

## Geografie

### Bestuurlijke indeling
Het eiland Masbate bestaat uit een stad en 14 gemeenten:

#### Stad
- Masbate City

#### Gemeenten
| - Aroroy - Baleno - Balud - Cataingan - Cawayan - Dimasalang - Esperanza | - Mandaon - Milagros - Mobo - Palanas - Pio V. Corpuz - Placer - Uson |